# Ivan Cremer
Ivan Atilla Cremer (Amsterdam, 10 juni 1984) is een Nederlands beeldend kunstenaar.
Hij is zoon van schrijver Jan Cremer en Babette Sijmons, dochter van architect Karel Sijmons.
Na zijn opleiding aan het Hervormd Lyceum Zuid (1997-2003), ging hij studeren aan de Technische Universiteit Delft (2004-2011). Hij wilde in de voetsporen treden van zijn grootvader. Hij ging vervolgens aan de slag bij WORK Architecture Company in New York, alwaar hij tot 2014 emplooi vond. Daarna was hij te vinden aan de andere kant van de Verenigde Staten: AECOM in Los Angeles. Daar raakte hij gedesillusioneerd in de architectenwereld. Zelf omschreef hij het als “Ik werkte zestien uur per dag aan projecten die nooit doorgingen". Redenen waren de vele eisen (Programma van Eisen) die aan een gebouw worden gesteld door allerlei instanties, zodat van vrijheid bijna niets overblijft. Vanaf 2015 werkt hij dan ook in zijn eigen atelier Atelier Cremer is Los Angeles. Binnen het kunstenaarschap vond hij die vrijheid wel, mede door het bewerken van materie dat soms meewerkt en soms tegenwerkt. In 2018 vestigde hij zich in Leipzig, maar bleef wereldburger. In die stad kwam zijn eerste project tot stand Dancers from oblivion, geïnspireerd op balletdansers die emoties omzetten in beweging.  
Alhoewel hij niet gezien wil worden als “zoon van”, gaf hij aan dat zijn vader wel een inspirator voor hem was, vooral op het vlak van “volg je eigen plan”.
Zijn werk was te zien tijdens de ArtZuid-tentoonstellingen van 2019 en 2021 In dat laatste jaar houdt hij ook een tentoonstelling in de Thomaskerk, ontworpen door zijn grootvader. Tijdens die expositie, begeleid door drie beelden, werd ook het ballet Without words van Hans van Manen uitgevoerd, als eerbetoon aan zijn grootouders. De geboorte van Apollo uit 2019 was al gebaseerd op choreografie van George Balanchine.
Ivan Cremer heeft sinds 2021 een relatie met de Uruguayaanse kunstenares Silvina Rodriguez Amelotti
- RKD-Nederlands Instituut voor Kunstgeschiedenis: 489582